# Super 6 (Fito Páez)
Súper 6 es una serie de trabajos recopilatorios que lanzó al mercado la empresa discográfica WEA que incluyeron a varios de sus artistas. El nombre de este trabajo se debe a que cada disco contendría solo seis canciones de cada artista que se incluyera en la obra.- La edición dedicada a Fito Páez se lanzó al mercado en el año 2003, paralelamente al lanzamiento del disco Naturaleza sangre; mismo año en el que la empresa EMI lanzó una edición similar titulada Músicos, poetas y locos, en el que incluía también al músico rosarino.

## Lista de canciones
1. "El Diablo de Tu Corazón" (incluido en el álbum Rey Sol).
2. "Es Sólo Una Cuestión de Actitud" (incluido en el álbum Abre).
3. "Al Lado del Camino" (incluido en el álbum Abre).
4. "Mariposa Tecknicolor" (incluido en el álbum Circo beat).
5. "El Amor Después del Amor" (incluido en el álbum El amor después del amor).
6. "Circo Beat" (incluido en el álbum Circo Beat).